# سنگ‌پیر
سنگ‌پیر نام روستایی از توابع بخش مرکزی شهرستان بردسکن در استان خراسان رضوی است. این روستا در دهستان کوهپایه قرار دارد و بر اساس سرشماری سال ۱۳۸۵ جمعیت آن ۲۴۷ نفر (۶۷ خانوار) بوده است. سنگ‌پیر در مرز بین دو شهرستان کوهسرخ و شهرستان بردسکن قرار دارد و همچنین جادهٔ ریوش-بردسکن از این روستا عبور می‌کند.